# ميك ريتشاردسون
ميك ريتشاردسون (بالإنجليزية: Mick Richardson)‏ هو لاعب كرة قدم بريطاني (وحمل سابقاً جنسية المملكة المتحدة لبريطانيا العظمى وأيرلندا) في مركز نصف الجناح، ولد في 1874 في لنكولن في المملكة المتحدة، وتوفي في 10 يوليو 1920. لعب مع لينكولن سيتي أف سي ونادي غاينسبورو ترينيتي.